# Onthophagus tnai
Onthophagus tnai é uma espécie de inseto do género Onthophagus, família Scarabaeidae, ordem Coleoptera.
Foi descrita cientificamente por Nithya & Sabu em 2012.